# Alcis cosmeta
Alcis cosmeta är en fjärilsart som beskrevs av Fletcher 1961. Alcis cosmeta ingår i släktet Alcis och familjen mätare. Inga underarter finns listade i Catalogue of Life.